# Хильдебранд I
Хильдебранд I (фр. Childebrand; ок. 690 — ок. 751) — граф в Бургундии, сеньор Перреси и Божи (в Шароле), герцог Прованса в 737/739, младший сын майордома Пипина Геристальского, брат майордома Карла Мартела, родоначальник рода Нибелунгов (Нибелунгидов).

## Биография
Хильдебранд имел владения в районе Мелёна. Также он был графом в Бургундии (в некоторых источниках он упоминается как граф Отёна), а также сеньором Перреси и Божи (в Шароле).
Хильдебранд был верным соратником своего брата Карла Мартела. Он участвовал как полководец в борьбе Карла с арабами в Провансе, в 737 или 738 году руководил осадой Авиньона. Позже помогал своему племяннику Пипину Короткому в завоевании Бургундии. В сообщениях об этих походах он называется с титулом герцог (лат. dux).
Хильдебранд был покровителем автора второй части хроники (с 736 по 751 годы), известной под условным названием «Продолжатели Фредегара». После смерти Хильдебранда его сын Нибелунг I также поддерживал автора хроники.

## Семья
Имя жены Хильдебранда неизвестно. Информация о детях Хильдебранда тоже довольно противоречива. В качестве его детей в различных источниках указываются:
- Нибелунг (Нивелон) I (705/720—между 770 и 786) — сеньор Перраси и Божи
- (?) Теодерик (ок.708—755?) — граф Отёна с 733
- (?) Адалард (ум.ок.763) — граф Шалона с 733[2] или 765[3], возможно родоначальник рода Вержи.
- (?) Сигиберт (ум. ок. 820) — граф Руэрга, родоначальник Руэргского (позже Тулузского) дома.
- (?) Эккаред